# F'Derick
F'Dérick este o comună din Regiunea Tiris Zemmour, Mauritania, cu o populație de 4.431 locuitori.